# Karl Pümpin
Karl Pümpin (* 2. April 1907 in Gelterkinden; † 9. April 1975 ebenda) war ein Schweizer Landwirt und Maler.

## Lebenslauf
Karl Pümpin wurde in Gelterkinden als Sohn eines Landwirtes geboren. Er besuchte die Bezirksschule Böckten und die Landwirtschaftliche Schule Liestal. Sein Welschlandjahr verbrachte er bei einem Schreiner. Das Werken mit Holz gefiel ihm, so dass er sich im Bauernhof eine kleine Schreinerwerkstatt mit Maschinen zur Holzbearbeitung baute. Seinen Militärdienst absolvierte er in der Kavallerie-Rekrutenschule im Schachen in Aarau. Er diente während des Zweiten Weltkriegs als Kavallerist. 1933 heiratete er die Bauerstochter Rosa Marti vom Himmelsgrund Häfelfingen. Der Ehe entsprossen die vier Kinder Annarös, Margrit, Karl und Lotti. Sohn seiner Tochter Annarös ist der Komiker Fredy Schär.

## Werdegang
Die Malausbildung Pümpins war autodidaktisch. Künstlerischer Austausch fand statt mit Malern aus der Umgebung. Pümpin hatte eine Vorliebe für den Impressionismus. Schon in jungen Jahren ging Karl Pümpin zusammen mit seinem Cousin Fritz Pümpin in die freie Natur, um zu malen. Während Fritz den Beruf des Kunstmalers ergreifen konnte, blieb es bei Karl Pümpin nur eine Freizeitbeschäftigung. Er stellte seine Werke im Wagenschopf seines Bauernhofs aus und stiess auf grosses Interesse. Auch an den Ausstellungen der Basellandschaftlichen Kunstförderung stellte er aus und verkaufte. So wurde er bekannt als «der malende Bauer».
Er malte vorwiegend mit Ölfarben; mit Pinsel und Spachtel. Es bestehen auch einige Kohlezeichnungen. Pümpin konnte sein Talent nicht vertiefen, da er den Landwirtschaftsbetrieb seines Vaters weiterführen musste. Er starb in Gelterkinden am 9. April 1975.